# Безсмертя (роман)
«Безсмертя» (чеськ. Nesmrtelnost) — роман чесько-французького письменника Мілана Кундери, написаний 1988 року чеською мовою. Вперше він був опублікований 1990 року французькою мовою.
«Безсмертя» — остання книга з трилогії, у яку входять «Книга сміху й забуття» (1978) та «Нестерпна легкість буття» (1984).
У центрі роману, поділеного на сім частин, — Аньєса, її чоловік Поль і сестра Лора. Деякі сюжетні лінії стосуються реальних історичних осіб: Гете, Беттіни фон Арнім, Ернеста Хемінгуея.

## Сюжет
Історія бере свій початок з того, як сам Кундера у своєму оздоровчому клубі в Парижі бачить немолоду жінку, яка робить витончений, але невимушений жест рукою на прощання своєму інструктору з плавання. Цей жест стає поштовхом для створення образу певної жінки у своїй уяві, він називає її Аньєса.
Аньєса оплакує смерть свого любого батька та прагне самотності: життя наодинці в горах Швейцарії далеко від чоловіка Поля та доньки Бріджит. Аньєса також має молодшу сестру Лору, яка багато в чому наслідує її, але водночас вони дуже різні.
Смерть активно присутня в цьому романі. Кілька його головних героїв, як-от Гете та Хемінгуей, уже мертві й ведуть бесіди на тому світі і сперечаються про те, чи-то вони самі, чи-то їхні книги принесли їм славу. Водночас розказується про відносини між Гете та його подругою Беттіною фон Арнім, яка свого часу вирішила увійти в історію за допомогою відомого поета.

## Український переклад
Мілан Кундера. Безсмертя. Переклад: Леонід Кононович. Обкладинка: Анастасія Стефурак. Львів: ВСЛ, 2020. 360 стор., ISBN 978-617-679-741-8